# Egypt Exploration Society
La Egypt Exploration Society (EES por sus siglas en inglés) fue fundada en 1882 por Amelia Edwards y Reginald Stuart Poole como Egypt Exploration Fund (Fondo para la Exploración de Egipto). Esta organización fue creada con el objetivo de explorar y excavar en la región que comprende los actuales países de Sudán y Egipto. La intención era estudiar y analizar los resultados de las excavaciones y publicar la información para el mundo académico. La EES ha trabajado en muchos de los mayores sitios y excavaciones egipcias. Sus descubrimientos incluyen el descubrimiento del santuario del dios Hathor, una estatua de una vaca de Deir el-Bahari, el templo funerario de la reina Hatshepsut y el modelo esculpido de Nefertiti de Amarna. La Sociedad ha hecho importantes contribuciones al estudio del Antiguo Egipto y muchos de sus trabajos han permitido otros nuevos grandes descubrimientos. Tiene su sede en Londres y es una entidad de bien público bajo las leyes británicas.

## Historia

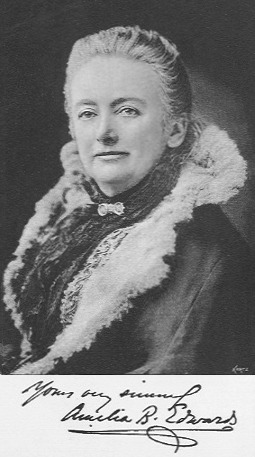
Amelia Edwards en los EE. UU., 1890

Encontrando un frío y húmedo clima en Europa, la escritora inglesa, Amelia Edwards, fue llevada en 1873 a los lugares históricos de Egipto. Junto a varios amigos, terminó navegando aguas arribas del río Nilo desde El Cairo a Abu Simbel. Edwards registró los eventos y descubrimientos de ese viaje y, en 1876, los publicó bajo el título de A Thousand Miles up the Nile (Mil millas Nilo arriba). El libro se hizo bien conocido por su descripción del Egipto del siglo XIX y las antigüedades, en gran medida sin excavar, que encontró. Sus relatos cambiaron la perspectiva del mundo en relación tanto al moderno como al Antiguo Egipto. Esto atrajo la atención tanto de la sociedad académica como del resto del mundo. Dado el creciente interés generado, el libro terminó siendo un éxito en ventas, lo que llevó a Edwards a pensar sobre la continuación de sus estudios del Antiguo Egipto. En 1882, Edwards y Reginald Stuart Poole, un empleado del Departamento de Monedas y Medallas del Museo Británico, decidieron crear el Fondo para la Exploración de Egipto como una forma de recaudar fondos para realizar más excavaciones en el delta del Nilo, el cual, habían notado, era rara vez visitado. Después de anunciar sus intenciones en The Times, comenzar a recibir fondos de individuos tales como el Arzobispo de Canterbury, el poeta Robert Browning y Sir Erasmus Wilson. Wilson, en particular, mostró suficiente interés como para comprometer £500 al Fondo. Esto señaló el comienzo de la Egypt Exploration Society.

### Los comienzos
El primer excavador del Fondo para la Exploración de Egipto fue Edouard Naville, un egiptólogo suizo y catequista. En enero de 1883, Naville partió hacia Tell el-Maskhuta. Su objetivo era encontrar la ruta del Éxodo bíblico siendo que el Fondo había decidido expandir sus intereses para captar un público más amplio. En efecto, el trabajo de Naville atrajo mucho interés y, en la primera Asamblea General del Fondo - efectuada el 3 de julio de 1883 -, la sociedad se encontró con una buena cantidad de donaciones en sus cuentas. Una copia del trabajo de Naville fue distribuida a los suscriptores. Finalmente, el Fondo decidió transformar a los suscriptores en miembros.

### La segunda excavación
Para la segunda excavación, el Fondo envió a Flinders Petrie, un egiptólogo inglés. Petrie viajó a Tanis, un sitio vinculado con la ciudad bíblica de Gosén. Petrie focalizó gran parte de su trabajo en las viviendas comunes del sitio. Esto dejó una nueva variedad de descubrimientos para la sociedad. Petrie estuvo entre los primeros en entender que había algo más que objetos estéticamente atractivos. Por el contrario, entendió que muchos objetos podían proveer información sobre la sociedad de ese tiempo. Desarrolló varios métodos con los cuales podía excavar y documentar los objetos encontrados y sus descubrimientos en general. Al terminar su excavación, Petrie fue capaz de llevarse muchos hallazgos valiosos e ítems que donó al Museo Británico. La sociedad fue una de las primeras en proveer objetos científicamente excavados tanto al Reino Unido como al extranjero.

### La tercera excavación
Para el momento que comenzó la tercera excavación, y el tercer año desde la creación del Fondo, la sociedad fue capaz de enviar a Edouard Naville, Flinders Petrie y Francis Llewellyn Griffith a Egipto. Durante este tiempo y por unos pocos años más, el Fondo pudo llevar al Reino Unido muchos hallazgos, lo cual resultó en el avance del conocimiento sobre el Antiguo Egipto. Algunos de los sitios incluyeron el campamento fortificado y Tell Dafana y el Templo de Bastet.

## Hoy
En 1919, después del fin de la Primera Guerra Mundial, el Fondo para la Exploración de Egipto cambió su nombre por el que actualmente tiene, la Egypt Exploration Society. En la actualidad, la EES continua publicando su órgano anual, el Journal of Egyptian Archaeology, el cual le detalla a todos los miembros, los descubrimientos de la sociedad. También publican un boletín bienal llamado Egyptian Archaeology. La Egypt Exploration Society tiene su sede en Doughty Mews, London WC1N desde 1969.